# نهائي كأس فلسطين 2017
نهائي كأس فلسطين 2017 هي النسخة الثالثة من البطولة.

## الفرق
| الفريق      | المنطقة       | مدينة  | وصول سابق (الخط الغليظ يشير إلى بطل تلك النسخة) |
| ----------- | ------------- | ------ | ----------------------------------------------- |
| أهلي الخليل | الضفة الغربية | الخليل | 2 (2015 ، 2016)                                 |
| شباب رفح    | قطاع غزة      | رفح    | 0                                               |

## المباريات
| شباب رفح                                    | 2–0     | أهلي الخليل |
| ------------------------------------------- | ------- | ----------- |
| سعيد السباخي 61' (ركلة.) · محمد أبو دان 86' | (تقرير) |             |

| أهلي الخليل | 0–0     | شباب رفح |
| ----------- | ------- | -------- |
|             | (تقرير) |          |